# Федоренко, Андрей Нестерович
Андрей Нестерович Федоренко (1905—1996) — советский геофизик, лауреат Государственной премии СССР 1970 года.
В 1925—1928 гг. на комсомольской работе.
Окончил Московский геологоразведочный институт (1936). 
В 1936—1938 гг. начальник сейсмических партий во Всесоюзной конторе геофизических разведок. В 1938—1948 годах работал в Государственном союзном геофизическом тресте. Ранней весной 1941 года руководил разработкой методики и аппаратуры для морской сейсмической разведки. Во время войны — в эвакуации в Казахстане, проводил консультацию сейсмических работ в Эмбинском нефтегазоносном районе.
С 1948 года ведущий специалист по сейсморазведке «Главнефтегеофизики» (главк, созданный в результате реорганизации ГСГТ). В 1953—1955 гг. начальник отдела разведочной геофизики треста «Моснефтегеофизика».
С 1955 года руководитель лаборатории ВНИИ геофизических методов разведки (ВНИИГеофизика).
Кандидат технических наук (1965). Диссертация написана на основе изданной годом ранее монографии:
- Магнитная сейсмическая запись [Текст]. — Москва : Недра, 1964. — 146 с., 3 л. ил. : ил.; 22 см.

Лауреат Государственной премии СССР 1970 года (в составе коллектива) — за коренное усовершенствование и повышение геологической эффективности поисков и разведки месторождений полезных ископаемых сейсмическим способом.
Сочинения:
- Общий курс разведочной геофизики / Сорокин Л. В., Максимов Б. И., Калепов Е. Н., Рябинкин Л. А., Федоренко А. Н., Комаров С. Г. — 1949, М.: Гостоптехиздат, 290 с. Книга переведена на китайский и румынский языки.
- Федоренко А. Н. Сейсмическая разведка в нефтяной промышленности. Сб. «Прикладная геофизика», вып. 7, стр, 28-41. Гостоптехиздат, 1950.
- Е. Н. Каленов , С. Г. Комаров , Л. А. Рябинкин , В. А. Соколов , Л. В. Сорокин , А. Н. Федоренко . Общий курс геофизических методов разведки нефтяных и газовых месторождений . 2-е изд., испр. и доп. — Москва : Гостоптехиздат, 1954. — 458 с. : ил.; 23 см. Книга переведена на болгарский язык.